# Videoasistirana torakoskopska hirurgija
Videoasistirana torakoskopska hirurgija (VATS) definiše se kao minimalna invazivna endoskopska metoda u hirurgiji koja se izvodi koordinacijom ruke i oka hirurga uz pomoć video veze. Intervencije u grudnom košu koje se izvode tehnikama koja podrazumevaju direktnu vizuelizaciju operativnog polja kroz mini torakotomiju, uz pomoć torakoskopa, ne spadaju u videoasistiranu torakoskopsku hirurgiju.

## Istorija
Prve videotorakoskopske intervencije urađene su 1991. godine. Od tada ova metoda, kao i svaka nova hirurška tehnika, prošala je svoj razvojni put „od početnog ogromnog entuzijazma do razočarenja, da bi danas našao svoje pravo mesto u grudnoj hirurgiji.” Danas je postala nezamenjiiva u pojedinim indikacijama, a sve na osnovu izgrađenih smernice ili tzv. vodiča za izvođenje pojedinih operativnih zahvata.

## Dobre i loše strane torakotomije i videotorakotomije[2]
| Metoda                      | Dobre strane | Loše strane |
| --------------------------- | --- | --- |
| Klasična torakotomija       | - jednostavan ambulantni metod - lokalna anestezija - samo jedna incizija - trodimenzionalni pogled - odgovarajuća palpabilnost - sigurnost i radikalitet                                                                           | - jak postoperativni bol - veliki ožiljak - samo biopsija pleure - samo u opštoj anesteziji - 2-3 incizije - skupa oprema |
| Videoasistrana torakotomija | - mnogo manja restrikcija plućne funkcije uz efikasniju ventilaciju i ekspektoraciju - veće mogućnosti za dijagnostičke i terapijske intervencije - može se dobro prikazati i dokumentovati - bol slabog intenziteta - mali ožiljak | - odsustvo palpabilnosti - dvodimenzionalni pogled - neodgovarajuća radikalnost                                           |

Za razliku od konvencionalna hirurgije koja omogućava trodimenzionalni vid u operativnom polju čime se ostvaruje povratna sprega između oka i ruke kao i taktilni osećaj koji hirurgu omogućava fine menevre prilikom disekcije hilarnih struktura, VATS zahteva razvoj potpuno novih veština. Informacije sa operativnog polja su uglavnom vizuelne a slika je dvodimenzionalna. Što od hirurga zateva uvežbevanje koordinacija oka i ruku jer su često instrumenti izvan vidnog polja, a takođe i dvodimenzionalni video prikaz mora pretvoren u trdimenzionalnu anatomiju oprativnog polja. 
Kako veliki hirurški zahvati primenom minimalno invazivnih tehnika iziskuju od hirurga mnogo bolje poznavanje topografske anatomije i anatomskih varijacija u operativnoj regiji, VATS je rezervisana prvenstveno za iskusne hirurge koji su prvo uspešno ovladali klasičnim operativnim tehnikama, kako bi ponekad zbog komplikacija morali da operaciju okončaju klasičnom torakotomijom.
Konverzija videotorakotomije u klasičnu torakotomiju indikovana je u sledećim slučajevima:
- Nejasna anatomija,
- Prisustvo obimnih adhezija,
- Krvarenje,
- Ukoliko hirurg nije siguran da će operativni postupak biti ekvivalentan onom u klasičnoj torakotomiji.

## Indikacije za videotorakotomiju
resekcija pluća
- biopsija pluća,
- ekscizija nodula nedokazane etiologije,[4]
- atipična resekcija malignih tumora pluća kod rizičnih pacijenata.[5]

Tretman pneumotoraksa
- Bulektomija sa ili bez abrazije pleure,[6]
- pleurektomija ili pleurodeza

Pleuralne bolesti
- Biopsija tumora,
- Rešavanje ranih empijema

Simpatektomija
Simpatektomija podrazumeva podvezivanja ili presecanja nervnih vlakana ili uništavanje sipatičkih ganglija simpatičkog nervnnog sistema, duž grudnog ili lumbalnog dela kičmene moždine. Ovim postupkom se se povećava protok krvi kroz krvne sudove (vazdodilatacija) i smanjuje dugotrajan bol u određenim bolestima izazivanim vazokonstrikcijom ili suženjem lumena krvnih sudova (Birgerova bolest, Rejnoov fenomen, vaskulopatija, sistemska skleroza itd). Danas se simpatektomija sve više primenjuje kod lečenja hiperhidroze u cilju smanjenja izlučivanja znoja i mnogih drugih fizičkih i mentalnih poremećaja.
Helerova miotomija
Laparoskopska Heler–Dorova miotomija je efikasan i siguran hirurški postupak u rešavanju simptoma ahalazije i  difuznog ezofagealnog spazama. Danas to nije alternativa otvorenoj hirurgiji, već je zbog brojnih prednosti terapija izbora. Osnovni problem kod usvajanja ove, kao i drugih naprednih minimalno invazivnih hirurških tehnika, jeste dugo učenje i zbog toga bolesnike treba uputiti u specijalizovane centre, hirurzima s velikim iskustvom u rešavanju ove patologije.
Ekscizija lejomioma,
Nisenova fundoplikacija
Laparoskopska fundoplikacija je minimalno invazivna hirurška intervencija u kojoj se na trbuhu pravi nekoliko malih rezova, kroz koje se vrši omotavanje krajnjeg gornjeg dela želuca oko donjeg dela jednjaka.
Fenestracija perikarda
Ovom metodom leči se veliki izliv u perikardu viđen ehokardiografski i/ili CT potvrda postojanja lokuliranih kolekcija. Procedura se izvodi supksifoidnim pristupom kao alternativni, kod pacijenata sa malignitetom (kratka očekivana dužina života) Kod ove metode potrebna je dobra uvežbanost kod korišćenja kautera u blizini freničnog nerva i epikarda.
Biopsija medijastinalnih lezija
Debridman empijema
Primenjuje se kod potvrđenog postojanja empijema, sa postojanjem lokuliranih kolekcija (idealno ako su ograničene). Izvodi se nakon plasiranjm jednog porta u vrh pleuralne kolekcije i jednog bazalno. Evakuacija gnoja i ispiranje empijemske šupljine vrši se uz otvaranje lokuliranih kolekcija pod kotrolom oka;

## Relativne kontraindikacije za videotorakotomiju
Relativne kontraindikacije za videoasistiranu torakoskopsku hirurgija su:
- Anamnestički podaci o ranijoj intrapleuralnoj intervenciji;
- Pleuralne adhezije na radigramu grudnog koša (klasičan ili CT);
- Ekstremna gojaznost;
- Antikoagulantna terapija

## Spoljašnje veze
- (језик: енглески)

|  | Molimo Vas, obratite pažnju na važno upozorenje u vezi sa temama iz oblasti medicine (zdravlja). |